# Крест лётных заслуг (США)
Крест лётных заслуг (англ. Distinguished Flying Cross) был учреждён 2 июля 1926 года. Первым награждённым стал Чарльз Линдберг за полет над Атлантикой в 1927 году.
С 1 марта 1927 года награждения производились только среди военнослужащих. В настоящее время награждения крестом производятся за героизм и храбрость в воздушном бою.
Крест подвешивается на синей ленте с белыми и одной красной полосами. Наградная планка существует в двух вариантах — для простого и повторного награждений.
- — наградная планка креста.
- — наградная планка креста при повторном награждении.

## Советские военнослужащие, награждённые Крестом лётных заслуг
Неполный список советских военнослужащих, награждённых Крестом лётных заслуг.

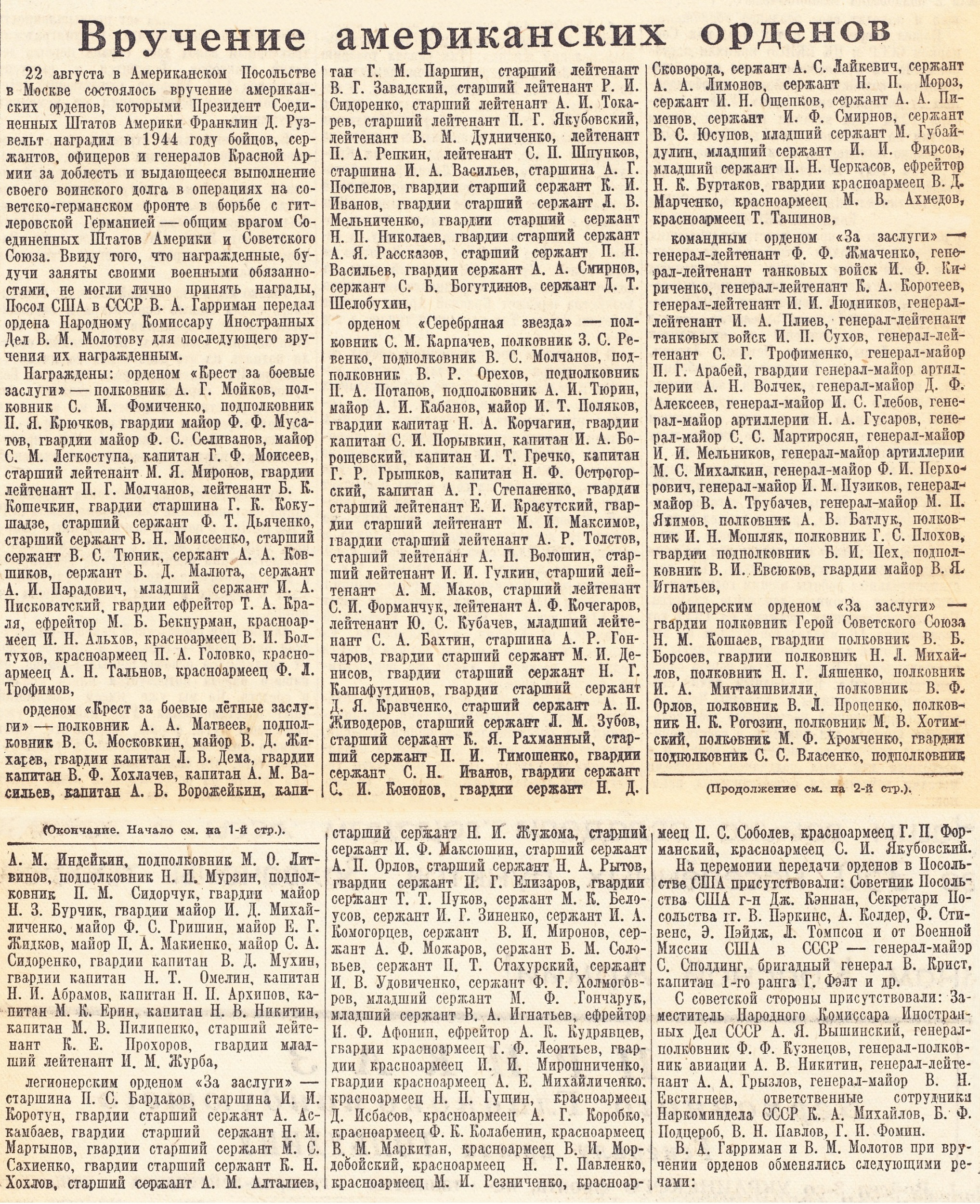
Газета «Правда» от 23 августа 1944 года, № 202 (9659). Статья «Вручение американских орденов».

1. Ворожейкин Арсений Васильевич — генерал-майор авиации.
2. Дема Леонид Васильевич — майор.
3. Дудниченко Виктор Маркович — подполковник.
4. Жихарев Василий Дмитриевич — подполковник.
5. Завадский Владимир Георгиевич — майор.
6. Лысенко, Николай Калистратович — подполковник.
7. Матвеев Александр Андреевич[1][2] — генерал-лейтенант.
8. Московкин Василий Степанович[2][3] — полковник.
9. Паршин Георгий Михайлович[2] — майор.
10. Сидоренко Ростислав Иванович — подполковник.
11. Хохлачёв Василий Фёдорович — генерал-лейтенант
12. Шпуняков Сергей Павлович — полковник.
13. Якубовский Пётр Григорьевич — полковник.